# Parque das Dunas (Salvador)
O Parque das Dunas, ou Parque Ecológico e Horto da Restinga (PEHR), é uma reserva de cerca de 6 milhões de metros quadrados situado em Salvador, no estado brasileiro da Bahia. É administrado pela Universidade Livre das Dunas e Restinga de Salvador (UNIDUNAS), organização da sociedade civil de interesse público criada para preservar o Parque. Por meio do decreto municipal n.º 19 093 de 27 de novembro de 2008, o lugar foi declarado como área de interesse público e implementado o Parque das Dunas, sendo que este está inserido na Área de Proteção Ambiental das Lagoas e Dunas do Abaeté. É aberto à visitação, com passeios escolares frequentes para conhecer o parque.
O local é de fundamental importância para o equilíbrio ambiental e manutenção da qualidade de vida de Salvador, contendo uma rica fauna e flora e funciona como barreira térmica, absorvendo o sal e limpando o ar que segue em direção ao centro da cidade. Além de que por ser o último manancial urbano do ecossistema de dunas, lagoas e restingas em perímetro urbano no país. Constitui uma Zona de Proteção Rígida (ZPR) no sistema ambiental do município, podendo os proprietários de terrenos no parque somente fazer trilhas para pesquisas científicas e atividades afins. Apesar disso, parte do parque é avaliado como área de expansão do Aeroporto de Salvador para a construção de nova pista.

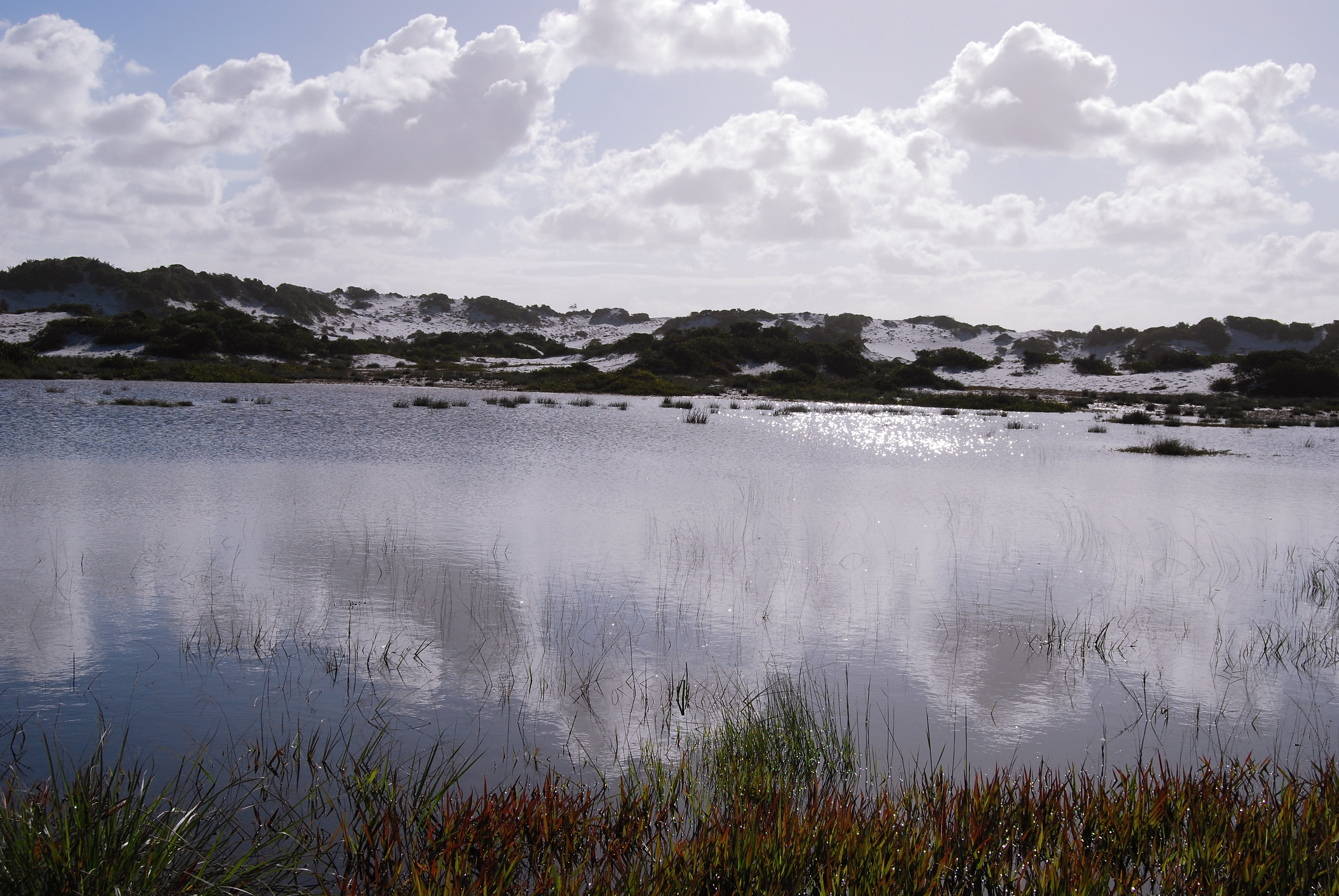
A Lagoa do Flamengo a frente, ao fundo o Parque das Dunas

Essa área recebeu em 2014 o título de Posto Avançado da Reserva da Biosfera, integrando as principais redes voltadas à conservação do bioma da Mata Atlântica num reconhecimento feito pela da Unesco. O Parque das Dunas é a primeira área de conservação ambiental de Salvador a receber o título da Unesco. No fim de 2016, a prefeitura decretou a anulação de decreto anterior que desapropriava doze terrenos no parque. O valor da desapropriação foi de 341,8 milhões de reais, que seriam pagos em créditos tributários.
Entre seus atrativos estão trilhas interpretativas, onde o público vão acompanhados de guias capacitados, que, ao longo do percurso, explicam características do ecossistema, entre sua flora e fauna. O local dispõe de uma infraestrutura: auditório, salas de aula, centro de compostagem, horto de restinga, minhocário, biblioteca, lanchonete, sala de projeção, alojamento para pesquisadores, praça recreativa e centro cultural.[carece de fontes?]